# Il cervello di Frankenstein
Il cervello di Frankenstein (Bud Abbott Lou Costello Meet Frankenstein) è un film commedia del 1948. È il primo in cui Gianni e Pinotto incontrano personaggi famosi del cinema horror. In questa pellicola recitano Bela Lugosi nel ruolo di Dracula, Glenn Strange come il mostro e Lon Chaney Jr. come l'uomo lupo.
Il film è stato incluso nel 2001 dalla Biblioteca del Congresso degli Stati Uniti nella lista di quelli "culturalmente significativi" e incluso nel National Film Registry. Nel 2000 l'AFI lo ha inserito al cinquantaseiesimo posto nella classifica delle cento migliori commedie americane di tutti i tempi.

## Trama
Gianni e Pinotto lavorano in un'agenzia di consegna di pacchi e ricevono due casse da consegnare alla Casa degli orrori. Pinotto riceve una telefonata da Londra e un uomo lo prega di non consegnare né tanto meno aprire le due casse. Durante la telefonata, l'uomo si trasforma in un lupo mannaro. Pinotto non presta attenzione all'avvertimento e non riferisce l'episodio neanche a Gianni. Portati le casse a destinazione, i due aprono la prima. Mentre Gianni sta scaricando l'altra cassa, Pinotto scopre che il conte Dracula non è un manichino come avevano creduto e non è neanche morto! Gianni ovviamente non crede al compagno e insieme aprono l'altra cassa, ma il contenuto di essa viene visto solo da Pinotto (il mostro di Frankenstein). Mentre Gianni è fuori a parlare con il proprietario del locale, Pinotto assiste alla "resurrezione" del mostro da parte di Dracula e i due se ne vanno. Il proprietario (il sig. McDougal) pensa che i corpi siano stati rubati da Gianni e Pinotto che sono costretti a trascorrere una notte in cella prima che un'investigatrice paghi la cauzione per poter pedinare Pinotto.
Una volta tornati in albergo, bussa alla loro porta l'uomo di Londra che spiega ai due come stanno le cose, ma viene creduto solo da Pinotto. L'uomo li prega, inoltre, di chiudere a chiave la sua porta dall'esterno. Pinotto fa come gli viene detto e l'uomo, Larry Talbot, si trasforma nuovamente in un uomo lupo. Il giorno dopo ricevono la visita dell'investigatrice che finge di essere interessata a Pinotto per poterlo seguire alla festa che si terrà quella sera in casa della ragazza di Pinotto (la dottoressa Sandra Mornay). Una volta che la donna è uscita i due vanno ad aprire la camera di Larry e trovano tutto sottosopra. A questo punto l'uomo spiega tutto ai due che non credono a una parola di quello che hanno sentito.
Intanto Sandra ha incontrato il conte Dracula, il quale le ha offerto un'ingente somma di denaro per modificare il mostro in modo tale che non si rivolti contro il padrone. Sandra gli può essere d'aiuto perché è entrata in possesso del manoscritto del Dr. Frankenstein e ha invitato Pinotto per quella sera (con la scusa di un ballo in maschera) per poter usare il suo cervello.
La sera si recano al castello della dottoressa Gianni, Pinotto e Joan (l'investigatrice). Quando i tre arrivano, trovano ad accoglierli un assistente della dottoressa, il dottor Stevens, che va subito a chiamare Sandra. Insieme alla padrona di casa scende il conte Dracula (che Pinotto non riconosce). Mentre Sandra e Joan si stanno truccando, Gianni e Pinotto decidono di ispezionare il castello cominciando dai sotterranei. Lì Pinotto incontra sia il mostro che il conte ma, per una serie di sfortunate circostanze, non riesce a farli vedere a Gianni che ancora non crede alla sua storia.
Nel frattempo le due donne si scoprono a vicenda le identità segrete ma fanno finta di niente. Una volta che si sono riuniti tutti e che si è pronti per uscire, Sandra finge di accusare un mal di testa improvviso e decide di rimanere a casa. Il conte però non è contento di questa decisione e, dato che non riesce a convincerla, la morde. Quando tutti giungono finalmente al parco (Stevens compreso), Gianni e Pinotto incontrano Larry che continua nel tentativo di convincere Gianni che Dracula esiste. Il conte e Joan intanto sono scomparsi e i tre si mobilitano per salvare la ragazza. È una notte di luna piena e Larry si trasforma nuovamente e perseguita Pinotto. Quest'ultimo alla fine viene catturato dal conte che, davanti agli occhi di Gianni, si trasforma in pipistrello. A questo punto Gianni torna da Larry (che nel frattempo era ritornato normale) e insieme vanno alla residenza di Sandra. Il loro malvagio piano è quasi giunto al termine ma Gianni e Larry arrivano in tempo per salvare il loro amico. È (stranamente) un'altra notte di luna piena e Larry ridiventa lupo e innesca una furibonda battaglia con il conte Dracula; i due finiranno col precipitare insieme in un precipizio. Durante la battaglia tra i due, si sveglia il mostro di Frankenstein che insegue Gianni e Pinotto. I due scappano verso il molo e il mostro viene fermato da Stevens che gli dà fuoco. Le battute finali del film (non illudetevi: la vita è piena di sorprese: permettete che mi presenti? sono l'Uomo Invisibile) fanno capire che ci sarà un seguito a questo film (ossia Gianni e Pinotto contro l'uomo invisibile).

## Produzione
Il film era originariamente intitolato The Brain of Frankenstein, ma questo titolo fu cambiato durante la lavorazione perché dava l'idea di un film horror serio e non capitalizzava sull'associazione con Abbott e Costello. Notoriamente Costello odiava il copione, e disse che sua figlia di cinque anni avrebbe sicuramente saputo fare di meglio, ma in seguito si ricredette con l'avanzare delle riprese.
La produzione iniziò il 5 febbraio 1948. Secondo quanto riferito da Barton, Abbott e Costello non erano contenti di lavorare al progetto, dichiarando: «I due mi avrebbero combattuto come dei dannati. Ma io mantenni la mia posizione con loro, e così fece Bob Arthur». Barton aggiunse che entrambi i comici si assentarono numerose volte dal set durante le riprese, non presentandosi, o passando circa tre giorni a giocare a carte sul set. Abbott e Costello improvvisarono molti dialoghi nel film. Ci furono anche altre modifiche al copione, come quando il produttore Robert Arthur decise di cambiare il finale del film per includere un cameo dell'Uomo Invisibile.
Durante le riprese del film, Glenn Strange trovava talmente divertente la faccia di Pinotto che si dovettero interrompere alcune scene per le sue risate. Ci furono anche molte lotte con le torte, ma Bud e Lou rispettarono il trucco fatto ai tre mostri e non ne tirarono mai verso di loro. Non esistono prove certe che Boris Karloff sia mai stato approcciato per interpretare il mostro di Frankenstein nel film, sebbene egli abbia aiutato la promozione dello stesso apparendo in molte foto promozionali, inclusa una dove indica il manifesto del film fuori da un cinema di New York. Nella scena dove il Mostro getta Sandra attraverso una vetrata del laboratorio, Glenn Strange inciampò su un cavo e si ruppe una caviglia. Lon Chaney Jr., che aveva interpretato il mostro ne Il terrore di Frankenstein, lo sostituì per questa breve scena. Il budget iniziale stanziato per la realizzazione del film era di 759 524 dollari ma venne sforato di ulteriori 32 746 dollari. Abbott & Costello furono pagati 105 000 dollari.
Questa fu solo la seconda apparizione di Bela Lugosi nel ruolo di Dracula. All'inizio per questa parte era stato preso in considerazione Ian Keith, che era già stato considerato anche per Dracula del 1931. Lugosi interpretò altri vampiri in carriera, ma mai riprendendo direttamente il ruolo che gli aveva dato la celebrità nel 1931.
Nel film è presente una scena in cui è contraddetto un aspetto tipico del mito di Dracula: quando quest'ultimo morde Sandra, si vede chiaramente il suo riflesso allo specchio, anche se i vampiri, secondo la tradizione, non hanno un riflesso.